# Ephedra americana
Ephedra americana — вид голонасінних рослин класу гнетоподібних.

## Поширення, екологія
Країни проживання: Аргентина (Катамарка, Кордова); Болівія, Чилі (Антофагаста, Атакама, Тарапака); Еквадор; Перу. Записані на великих висотах (1500 — 4100 м). Знайдено від чагарникових луків або чагарників до напівпустель. Часто асоціюється з кактусами на сухих кам'янистих схилах і пагорбах або на піщаних / глинистих ґрунтах.

## Використання
Стебла більшості членів цього роду містять алкалоїд ефедрин і відіграють важливу роль в лікуванні астми та багатьох інших хвороб дихальної системи. Плоди їдять і стебла використовують як сечогінний засіб. Рослини були також використані для наземного покриву.

## Загрози та охорона
Немає великих загрози для цього виду. Незважаючи на широкий ареал відомі колекції недостатньо охоплені мережею охоронних територій. Ця ефедра представлена в 20 ботанічних садів по всьому світу.
| Шишки секвоядендрону | Це незавершена стаття про голонасінні. Ви можете допомогти проєкту, виправивши або дописавши її. |